# Berlin 1943 : Les Secrets de l'opération Wintersun
Berlin 1943 : Les Secrets de l'opération Wintersun (Undercover: Operation Wintersonne) est un jeu vidéo d'aventure en pointer-et-cliquer développé par Sproing Interactive Media et édité par Lighthouse Interactive, sorti en 2006 sur Windows.
Il a pour préquelle Undercover : Mène ton enquête sur Nintendo DS.

## Accueil
- Jeuxvideo.com : 12/20[1]